# Serapicos (Valpaços)
Serapicos ist eine Gemeinde (Freguesia) im portugiesischen Kreis Valpaços. In ihr leben 196 Einwohner (Stand 19. April 2021).